# Camille Guérin
Jean-Marie Camille Guérin (ur. 22 grudnia 1872 w Poitiers, zm. 9 czerwca 1961 w Paryżu) – francuski bakteriolog, współtwórca (wraz z Albertem Calmette) BCG, szczepionki przeciw gruźlicy.